# آمبو
آمبو (انگلیسی: Ambu) شرکت مراقبت سلامت دانمارکی است، که در سال ۱۹۳۷ تأسیس شد.